# Trapelus boehmei
Espèce
Statut de conservation UICN

 LC  : Préoccupation mineure
Trapelus boehmei est une espèce de sauriens de la famille des Agamidae.

## Répartition
Cette espèce se rencontre au Maroc, en Mauritanie, en Algérie et au Niger.

## Étymologie
Cette espèce est nommée en l'honneur de Wolfgang Böhme.

## Publication originale
- Wagner, Melville, Wilms & Schmitz, 2011 : Opening a box of cryptic taxa – the first review of the North African desert lizards in the Trapelus mutabilis Merrem, 1820 complex (Squamata: Agamidae) with descriptions of new taxa. Zoological Journal of the Linnean Society, vol. 163, p. 884–912.